# Aoba (tàu tuần dương Nhật)
Aoba (tiếng Nhật: 青葉) là một tàu tuần dương hạng nặng của Hải quân Đế quốc Nhật Bản, là chiếc dẫn đầu trong lớp của nó gồm hai chiếc. Tên của nó được đặt theo núi Aoba, một núi lửa tọa lạc tại Maizuru, Kyoto. Aoba đã hoạt động trong suốt Chiến tranh Thế giới thứ hai và cuối cùng bị đánh chìm vào ngày 28 tháng 7 năm 1945 tại Kure, Hiroshima.

## Thiết kế và chế tạo
Aoba cùng chiếc tàu chị em với nó Kinugasa ban đầu được vạch kế hoạch như những chiếc thứ ba và thứ tư trong lớp Furutaka. Tuy nhiên, những vấn đề về thiết kế đối với lớp Furutaka đã đưa đến một số cải biến bao gồm các tháp pháo đôi và một máy phóng máy bay. Những cải biến này lại làm tăng thêm trọng lượng của cấu trúc bên trên của một thiết kế đã khá nặng nề, gây ra những vấn đề về sự mất ổn định. Dù sao, Aoba đã đóng một vai trò quan trọng trong Thế Chiến II.

## Lịch sử hoạt động

### Giữa hai cuộc thế chiến
Aoba được hoàn tất tại xưởng tàu của Mitsubishi tại Nagasaki vào ngày 20 tháng 9 năm 1927 và được bố trí về Hải đội Tuần dương 5 cho đến năm 1933 rồi sau đó là Hải đội Tuần dương 6 và Hải đội Tuần dương 7, phục vụ như là soái hạm trong hầu hết thời gian đó. Nó thường được cho tách ra để tuần tra dọc theo bờ biển Trung Quốc trong những năm cuối Thập niên 1920 và những năm 1930.
Aoba được hiện đại hóa một cách đáng kể tại Xưởng hải quân Sasebo trong những năm 1938 - 1940, được trang bị các ống phóng ngư lôi mới, hỏa lực phòng không được tăng cường, cải thiện hệ thống điều khiển hỏa lực và các thiết bị dành cho máy bay tốt hơn. Cầu tàu được thiết kế lại và các tấm thép được bổ sung vào thân tàu để bù trừ cho trọng lượng tăng thêm và cải thiện sự cân bằng. Khi được cho hoạt động trở lại vào tháng 10 năm 1940, Aoba được bố trí quay về Hải đội Tuần dương 6.

### Giai đoạn mở màn Chiến tranh Thái Bình Dương
Vào cuối năm 1941, Aoba là soái hạm của Chuẩn Đô đốc Aritomo Goto, Tư lệnh Hải đội Tuần dương 6 bao gồm Aoba, Kinugasa, Furutaka và Kako; hải đội này nằm trong thành phần của Hạm Đội 1 dưới quyền chỉ huy chung của Phó Đô đốc Takasu Shiro. Vào thời gian diễn ra cuộc Tấn công Trân Châu Cảng, nó đang yểm trợ cho cuộc chiếm đóng đảo Guam.
Sau khi đợt tấn công thứ nhất nhắm vào Wake thất bại, Hải đội Tuần dương 6 được bố trí vào một lực lượng tấn công thứ hai mạnh mẽ hơn, và sau khi Wake thất thủ, nó quay về căn cứ tiền phương đặt tại Truk thuộc quần đảo Caroline.
Từ tháng 1 đến tháng 5 năm 1942, Kinugasa đặt căn cứ tại Truk nơi nó hỗ trợ cho cuộc đổ bộ của quân Nhật lên quần đảo Solomon và New Guinea tại Rabaul, Kavieng, Buka, Shortland, Kieta, đảo Manus, quần đảo Admiralty và Tulagi.

### Trận chiến biển Coral

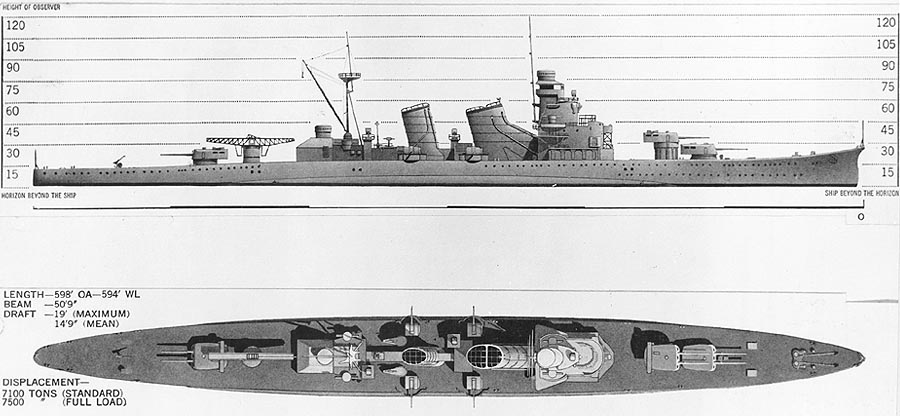
Sơ đồ Aoba như nó hiện hữu vào giai đoạn Thế Chiến II

Trong Trận chiến biển Coral, Hải đội Tuần dương 6 khởi hành rời Shortland đi đến một điểm hẹn gặp chiếc tàu sân bay hạng nhẹ Shoho. Lúc 11 giờ 00 ngày 7 tháng 5 năm 1942, đang khi ở về phía Bắc đảo Tulagi, Shoho bị tấn công và bị đánh chìm bởi 93 máy bay ném bom bổ nhào SBD Dauntless và máy bay ném bom-ngư lôi TBD Devastator từ các tàu sân bay USS Yorktown và USS Lexington. Ngày hôm sau, 8 tháng 5 năm 1942; 46 chiếc SBD, 21 chiếc TBD và 15 chiếc Grumman F4F Wildcat xuất phát từ Yorktown và Lexington đã tấn công và gây hư hại nặng cho chiếc Shokaku, buộc nó phải rút lui. Furutaka và Kinugasa vốn không bị hư hại trong trận đánh này, đã hộ tống Shokaku quay trở về Truk; Kako và Aoba tiếp tục yểm trợ việc rút lui của đoàn tàu vận tải dự định tấn công cảng Moresby.
Sau khi được tiếp nhiên liệu tại Shortland ngày 9 tháng 5, Aoba quay trở về Kure vào ngày 22 tháng 5 năm 1942 để sửa chữa, rồi quay trở lại Truk vào ngày 23 tháng 6 năm 1942; rồi từ Truk đến vịnh Rekata, Santa Isabel, nơi nó được phân các nhiệm vụ tuần tra cho đến tháng 7. Trong cuộc cải tổ sâu rộng Hải quân Nhật sau thất bại của trận Midway, vào ngày 14 tháng 7 năm 1942, Aoba được phân về Hạm đội 8 vừa mới được thành lập dưới quyền chỉ huy của Phó Đô đốc Mikawa Gunichi và được bố trí tuần tra chung quanh khu vực quần đảo Solomon, New Britain và New Ireland.

### Trận chiến đảo Savo
Ngày 7 tháng 8 năm 1942, một thủy phi cơ trinh sát Aichi E13A1 "Jake" xuất phát từ Aoba đã trông thấy một lực lượng đối phương bao gồm "một thiết giáp hạm, một tàu sân bay phối thuộc, bốn tàu tuần dương, bảy tàu khu trục và 15 tàu vận tải" ngoài khơi Lunga Point gần Tulagi.
Trong Trận chiến đảo Savo vào ngày 9 tháng 8 năm 1942, Hải đội Tuần dương 6 (bao gồm Aoba, Furutaka, Kako và Kinugasa), Chokai, các tàu tuần dương hạng nhẹ Tenryu và Yūbari và tàu khu trục Yūnagi đã đối đầu cùng lực lượng hạm đội Đồng Minh trong một trận đánh đêm bằng hải pháo và ngư lôi. Vào khoảng 23 giờ 00, Chokai, Furutaka và Kako đã tung các thủy phi cơ trinh sát của mình ra. Những chiếc máy bay này lượn vòng bên trên hạm đội Đồng Minh và thả các quả pháo sáng chiếu rõ các mục tiêu, và tất cả các tàu chiến Nhật đã khai hỏa. Các tàu tuần dương USS Astoria, USS Quincy, USS Vincennes và HMAS Canberra đã bị đánh chìm, trong khi USS Chicago cùng các tàu khu trục USS Ralph Talbot và USS Patterson bị hư hại. Bên phía Nhật Bản, Chokai bị bắn trúng ba phát, Kinugasa trúng hai phát, Aoba một phát và Furutaka hoàn toàn vô hại. Khi Hải đội Tuần dương 6 rút lui về phía Kavieng, Kako bị tàu ngầm Mỹ S-44 đánh chìm, nhưng Aoba thoát được mà không phải chịu thêm thiệt hại nào. Vào ngày 10 tháng 8 năm 1942.
Cho đến hết tháng 8 và tháng 9, Hải đội Tuần dương 6 được lệnh hỗ trợ từ xa cho các đoàn tàu vận tải "Tốc hành Tokyo" đến tăng cường bổ sung cho Guadalcanal.

### Trận chiến mũi Esperance
Trong Trận chiến mũi Esperance diễn ra vào ngày 11 tháng 10 năm 1942, Hải đội Tuần dương 6 (bao gồm Aoba, Furutaka và Kinugasa) cùng các tàu khu trục Fubuki và Hatsuyuki rời Shortland để yểm trợ cho một đoàn tàu vận tải chở quân tăng cường cho Guadalcanal bằng cách bắn phá sân bay Henderson trên đảo này. Hai máy bay trinh sát Mỹ OS2U Kingfisher đã phát hiện ra hạm đội đang di chuyển dọc theo eo biển với vận tốc 56 km/h (30 knot).
Được báo động kịp thời, các tàu tuần dương Mỹ được trang bị radar USS San Francisco, Boise, Salt Lake City và Helena cùng năm tàu khu trục đã di chuyển vòng qua mũi cực Nam đảo Guadalcanal để phong tỏa lối vào eo biển Savo.

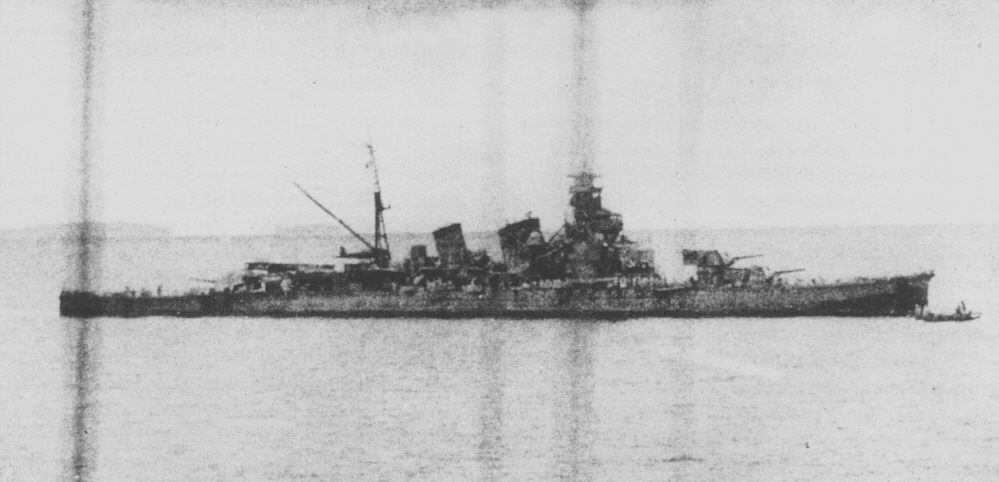
Aoba ngoài khơi Buin, Bougainville sau Trận chiến mũi Esperance.

Lúc 22 giờ 35 phút, radar của chiếc Helena phát hiện ra hạm đội Nhật, và lực lượng Mỹ đã thành công trong việc Cắt ngang chữ T hạm đội Nhật. Cả hai bên đều nổ súng, nhưng do Đô đốc Goto nghĩ rằng mình đang bị bắn nhầm từ các tàu bạn, đã ra lệnh cho toàn hải đội quay mũi 180 độ khiến toàn bộ lực lượng của ông bị phơi sườn ra trước hỏa lực các tàu chiến Mỹ. Furutaka bị đánh chìm. Aoba bị bắn trúng khoảng 40 phát đạn pháo 152 mm (6 inch) và 203 mm (8 inch). Cầu tàu bị phá hỏng, tháp súng số 2 bị vô hiệu và tháp súng số 3 bị phá hủy. Các phát bắn trúng khác đã khiến cho bốn trong số các nồi hơi của Aoba không hoạt động. Đô đốc Goto bị tử thương và 80 thành viên thủy thủ đoàn khác thiệt mạng. Sau khi được sửa chữa tạm thời tại Shortland, Aoba cố gắng quay trở về Truk vào ngày 15 tháng 10, nơi Đô đốc Isoroku Yamamoto trực tiếp thị sát các hư hỏng và ra lệnh cho con tàu quay trở về Nhật Bản.

### Các hoạt động sau cùng
Aoba quay trở về Kure vào ngày 22 tháng 10. Trong quá trình sửa chữa, tháp pháo Số 3 hư hại được che lại bởi các tấm thép, và một khẩu đội súng phòng không 25 mm Kiểu 96 ba nòng được bố trí vào đó. Aoba quay trở lại Truk vào ngày 24 tháng 2 năm 1943.
Vào ngày 3 tháng 4, trong khi đang neo đậu tại Kavieng, New Ireland, Aoba bị các máy bay ném bom Boeing B-17 Flying Fortress Liên đội Ném bom 43 thuộc Không lực 5 tấn công. Một quả bom ném trúng đã khiến hai quả ngư lôi Kiểu 93 Long Lance phát nổ gây ra một đám cháy trong khi những chiếc B-17 tiếp tục càn quét bắn phá sàn tàu. Aoba bị buộc phải tự mắc cạn để tránh bị chìm.
Sau khi được kéo trở về Truk, và quay về Kure một lần nữa vào ngày 1 tháng 8, Aoba được sửa chữa và tái trang bị. Tháp pháo 203 mm (8 inch) được phục hồi tại vị trí số 3, và nó được trang bị thêm radar dò tìm trên không Kiểu 21 cùng hai khẩu đội phòng không Kiểu 96 nòng đôi 25 mm. Tuy nhiên, tốc độ tối đa của Aoba bị giảm xuống chỉ còn 46 km/h (25 knot) do những hư hỏng của động cơ không thể sửa chữa được.
Aoba được tái bố trí về Hạm đội Viễn chinh Phương Nam 1 và đi đến Singapore vào ngày 24 tháng 12 năm 1943. Nó đặt căn cứ tại Singapore cho đến cuối tháng 2 năm 1944, hộ tống các đoàn tàu vận tải tiếp tế đi đến Miến Điện, quần đảo Andaman và dọc theo bờ biển Malaya. Vào ngày 25 tháng 2, nó được phân về Hải đội Tuần dương 16 và tham gia trận đột kích Ấn Độ Dương vào tháng 3 năm 1944. Từ tháng 4 đến tháng 6, Aoba tiếp tục nhiệm vụ hộ tống tại khu vực Đông Ấn thuộc Hà Lan và New Guinea. Trong một đợt tân trang tại Singapore vào tháng 7, Aoba được bổ sung bốn khẩu đội phòng không bốn nòng và 15 khẩu nòng đơn 25 mm Kiểu 96 cùng radar dò tìm mặt biển Kiểu 22.
Ngày 11 tháng 10, Aoba bị tai nạn va chạm cùng chiếc tàu tuần dương Kinu nhưng chỉ bị hư hại nhẹ. Tuy nhiên, vào ngày 23 tháng 10 năm 1944, Aoba bị tàu ngầm Mỹ USS Bream tấn công, và một trong số sáu quả ngư lôi bắn ra đã đánh trúng Aoba tại phòng máy số 2. Aoba xoay xở quay về được Xưởng hải quân Cavite gần Manila, nhưng trong khi công việc sửa chữa khẩn cấp còn đang được tiến hành, vào ngày 29 tháng 10 nó lại bị máy bay từ các tàu sân bay của Lực lượng Đặc nhiệm 38 ném bom. Đang khi công việc sửa chữa còn chưa hoàn tất, Aoba lại được bố trí vào một đoàn tàu vận tải quay trở về Nhật Bản. Đoàn tàu này bị tấn công vào ngày 6 tháng 11 ngoài khơi Luzon bởi các tàu ngầm Mỹ USS Guitarro, Bream, Raton và Ray. Các tàu ngầm đã bắn tổng cộng 23 quả ngư lôi, hai trong số đó trúng phải tàu tuần dương Kumano, nhưng Aoba đã may mắn thoát được mà không chịu thêm thiệt hại nào. Khi về đến Kure vào ngày 12 tháng 12, Aoba được khảo sát và được đánh giá là không thể sửa chữa được và được xếp loại làm tàu dự bị. 

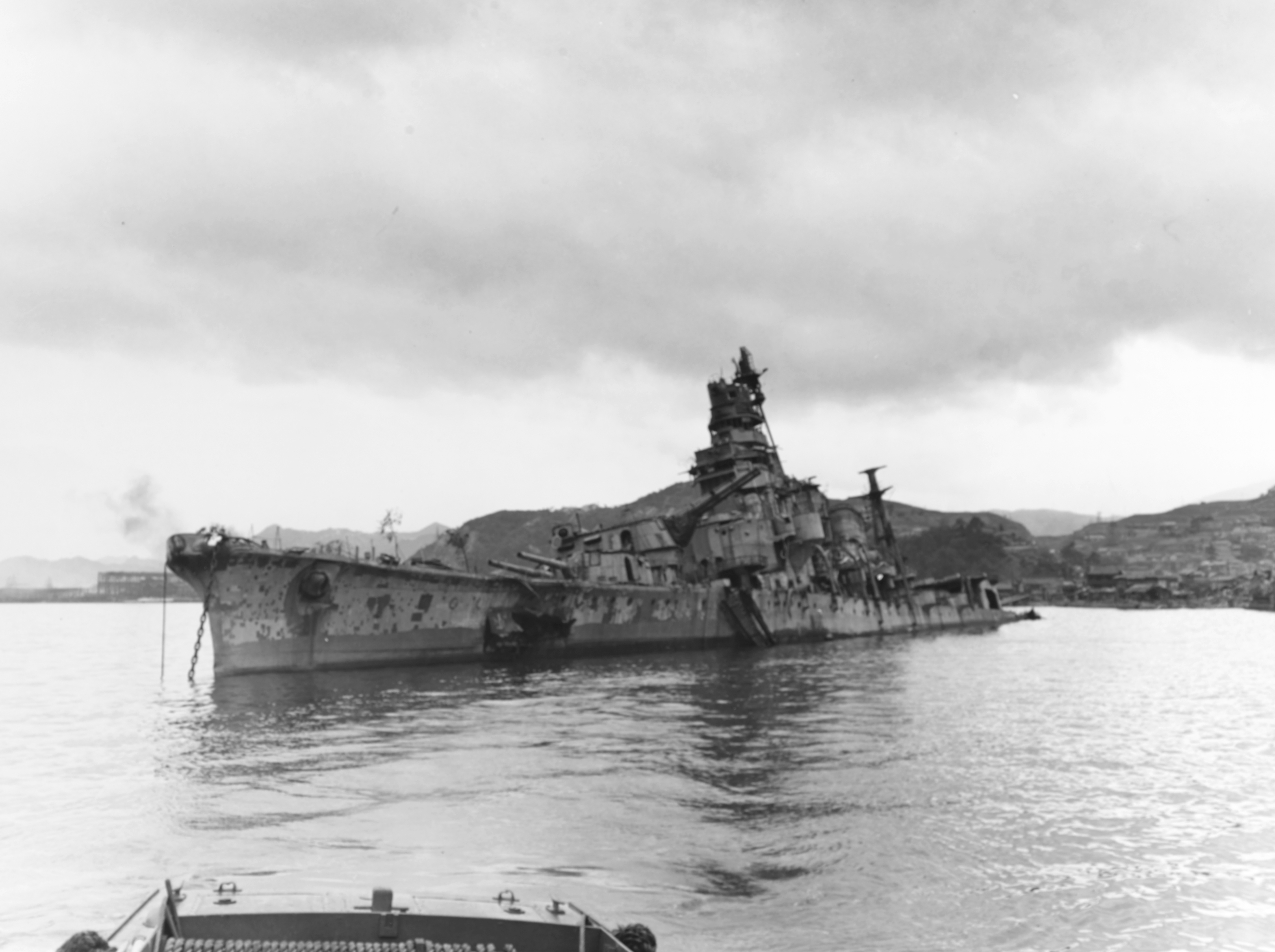
Aoba bị đánh chìm tại Kure vào lúc kết thúc Thế Chiến II

Trong một cuộc không kích của Mỹ vào cảng Kure ngày 24 tháng 4 năm 1945, Aoba chịu đựng thêm những thiệt hại bởi bom và mắc cạn xuống đáy cảng. Thay vì sửa chữa con tàu hư hỏng, nó được tăng cường thêm bốn súng phòng không nòng đôi 25 mm chung quanh cột buồm chính, nâng tổng số nòng súng 25 mm lên 50 (5x3, 10x2, 15x1); và Aoba được xếp lại làm một pháo đài phòng không nổi. Vào ngày 24 tháng 7 năm 1945, khoảng 30 máy bay của Lực lượng Đặc nhiệm 38 tấn công Kure và ném bom Aoba một lần nữa. Đến 22 giờ 00, Aoba chìm xuống đáy cảng ở độ sâu 8 m (25 ft) ở tọa độ 34°14′B 132°30′Đ / 34,233°B 132,5°Đ. Đến ngày 28 tháng 7 năm 1945, thân tàu lại là mục tiêu cho mười máy bay ném bom của Lực lượng Đặc nhiệm 38. Bốn quả bom đánh trúng nó sinh ra một đám cháy, và đám cháy lại thu hút các máy bay ném bom B-24 Liberator của Không lực 7 đến đánh trúng thêm bốn quả bom 250 kg (500 lb), làm đuôi tàu bị vỡ ra.
Aoba được chính thức xóa khỏi danh sách Đăng bạ Hải quân vào ngày 20 tháng 11 năm 1945. Xác tàu đắm của nó được tháo dỡ trong những năm 1946 - 1947.

## Danh sách thuyền trưởng
- Shiro Otani (sĩ quan trang bị trưởng): 1 tháng 4 năm 1927 - 20 tháng 9 năm 1927
- Shiro Otani: 20 tháng 9 năm 1927 - 15 tháng 11 năm 1927
- Choji Inoue: 15 tháng 11 năm 1927 - 10 tháng 12 năm 1928
- Toshiu Higurashi: 10 tháng 12 năm 1928 - 30 tháng 11 năm 1929
- Eikichi Katagiri: 30 tháng 11 năm 1929 - 1 tháng 12 năm 1930
- Mineichi Koga: 1 tháng 12 năm 1930 - 1 tháng 12 năm 1931
- Kurayoshi Hoshino: 1 tháng 12 năm 1931 - 15 tháng 11 năm 1932
- Shiro Koike: 15 tháng 11 năm 1932 - 15 tháng 11 năm 1933
- Rokuzo Sugiyama: 15 tháng 11 năm 1933 - 20 tháng 2 năm 1934
- Gunichi Mikawa: 20 tháng 2 năm 1934 - 15 tháng 11 năm 1934
- Keijiro Goga: 15 tháng 11 năm 1934 - 15 tháng 11 năm 1935
- Kumeichi Hiraoka: 15 tháng 11 năm 1935 - 15 tháng 11 năm 1937
- Sueto Hirose: 15 tháng 11 năm 1937 - 15 tháng 11 năm 1939
- Katsuzo Akiyama: 15 tháng 11 năm 1939 - 1 tháng 11 năm 1940
- Tomoichi Mori: 1 tháng 11 năm 1940 - 25 tháng 7 năm 1941
- Sojiro Hisamune: 25 tháng 7 năm 1941 - 10 tháng 11 năm 1942
- Tsutau Araki: 10 tháng 11 năm 1942 - 31 tháng 12 năm 1942
- Yoshioki Tawara: 31 tháng 12 năm 1942 - 24 tháng 2 năm 1943
- Kamenosuke Yamamori: 24 tháng 2 năm 1943 - 1 tháng 6 năm 1944
- Chusaboru Yamazumi: 1 tháng 6 năm 1944 - 1 tháng 1 năm 1945
- Seiroku Murayama: 1 tháng 1 năm 1945 - 28 tháng 7 năm 1945

### Sách
- Brown, David (1990). Warship Losses of World War Two. Naval Institute Press. ISBN 1-55750-914-X.
- D'Albas, Andrieu (1965). Death of a Navy: Japanese Naval Action in World War II. Devin-Adair Pub. ISBN 0-8159-5302-X.
- Dull, Paul S. (1978). A Battle History of the Imperial Japanese Navy, 1941-1945. Naval Institute Press. ISBN 0-87021-097-1.
- Howarth, Stephen (1983). The Fighting Ships of the Rising Sun: The drama of the Imperial Japanese Navy, 1895-1945. Atheneum. ISBN 0-689-11402-8.
- Jentsura, Hansgeorg (1976). Warships of the Imperial Japanese Navy, 1869-1945. Naval Institute Press. ISBN 0-87021-893-X.
- Lacroix, Eric (1997). Japanese Cruisers of the Pacific War. Linton Wells. Naval Institute Press. ISBN 0-87021-311-3.
- Whitley, M.J. (1995). Cruisers of World War Two: An International Encyclopedia. Naval Institute Press. ISBN 1-55750-141-6.